# Остиарий
Остиарий, от лат. ostiarius (ostium = врата), означава „вратар“, „портиер“. В Римската империя остиарият е бил най-често роб, които от своята cella ostiaria (келия до вратата) е пазел домашния вход.
В древната църква функцията на остиария е била да стои до входа на черквата и да внимава непокръстените и отлъчените от църквата да останат само в притвора и да го напуснат, когато започне евхаристията. Той е един от нисшите църковни чинове (ordines minores), заедно с четците. По-късно, когато се появяват камбани, остиарият (църковният прислужник, клисарят) е отговарял за биенето им. Преди да стане архиепископ, Михаил Охридски е бил остиарий в Канцеларията на Цариградския патриарх.
В Рим този църковен чин (само за мъже) е известен от 251 г. В Католическата църква този най-нисък чин, по-нисък от дякона, съществува за семинаристи до 1968 г., когато се въвежда съвременния римски обред (Novus Ordo Missae). През 1972-1973 г. е съвсем отменен от папата.